# T-Mobile Park
T-Mobile Park is het honkbalstadion van de Seattle Mariners uitkomend in de Major League Baseball.

## Geschiedenis
Het stadion opende zijn deuren op 15 juli 1999, destijds onder de naam Safeco Field [uitspraak: 'seːjfkoː], en bevindt zich in de stad Seattle in de staat Washington en had de bijnamen Safeco en The Safe. De jaarlijkse Major League Baseball All-Star Game werd in 2001 in het stadion gehouden. 
Op 30 maart 2003 organiseerde WWE haar evenement WrestleMania XIX in Safeco Field, bij waarnemers bekend als een van de betere edities van het grootschalige jaarlijkse evenement WrestleMania; met "Stone Cold" Steve Austin vs. The Rock (laatste van een trilogie en allerlaatste van Austin als fulltime worstelaar/worstelaar algemeen), Shawn Michaels vs. Chris Jericho en Kurt Angle vs. Brock Lesnar. Men ging een 20-jarige naamgevingsovereenkomst aan met verzekeringmaatschappij Safeco Insurance in Seattle. 
Na het honkbalseizoen van 2018 weigerde Safeco de overeenkomst te verlengen. Vervolgens werden de naamrechten op 19 december 2018 verworven door T-Mobile. De naamswijziging werd van kracht op 1 januari 2019.

## Feiten
- Geopend: 15 juli 1999
- Ondergrond: Poa Pratensis (Kentucky Bluegrass) en Lolium Perenne (Perennial Ryegrass)
- Constructiekosten: 517 miljoen US $
- Architect(en): NBBJ / 360 Architecture
- Bouwer: Magnusson Klemencic Associates
- Capaciteit: 47.929 (2019)
- Adres: T-Mobile Park, 1250 1st Avenue South, Seattle, WA 98134 (VS)

## Veldafmetingen honkbal
- Left Field: 331 feet (100,9 meter)
- Left Center: 378 feet (115,2 meter)
- Center Field: 401 feet (122,2 meter)
- Right Center: 381 feet (116,1 meter)
- Right Field: 326 feet (99,4 meter)
- Backstop: 69 feet (21 meter)